# Ay! amor
«Ay! amor» es el tercer sencillo del álbum Retales de carnaval, el segundo de estudio, del grupo español Nena Daconte. El 25 de julio de 2009 fue la fecha elegida para su lanzamiento, habiéndose publicado previamente con la salida del disco.

## Información
La canción fue compuesta por Mai Meneses, mientras que Kim Fanlo fue el productor de la canción.

## Videoclip
El videoclip está dirigido por Luís Germanó y Paul Heimlund y fue publicado el 7 de septiembre de 2009 en el MySpace del grupo.
El vídeo comienza con el dúo dejando el coche en una calle de Barcelona, seguidamente salen del coche y Mai coge una cámara de vídeo que tenían en la guantera y Kim una guitarra eléctrica del maletero, seguidamente comienzan a entrar en distintas tiendas (una tienda de discos, un bar, una lavandería, un supermercado...) y en estas tiendas interpretan la canción con la intención de grabar un vídeoclip para ésta. Así mientras cantan la canción en los establecimiento la gente comienza a bailar, pero en cuanto Mai y Kim se dan la vuelta comienzan a disimular como si no estuviesen haciendo nada, pero cuando el dúo sale de cada establecimiento la gente que estaba bailando comienza a perseguirles, por lo que finalmente acaban todos siguiendo al grupo por las ramblas de Barcelona y haciendo palmas y bailando tras ellos hasta el final del vídeo.

## Listas
| País               | Posición |
| ------------------ | -------- |
| Los 40 Principales | 18       |

- Datos: Q5714563